# Xanana Gusmão
Pour les articles homonymes, voir Gusmão.
Kay Rala Xanana Gusmão (José Alexandre Gusmão), né le 20 juin 1946 à Manatuto, est un homme d'État est-timorais. Il est président de la république démocratique du Timor oriental de 2002 à 2007, puis Premier ministre du 8 août 2007 au 16 février 2015 et de nouveau depuis le 1er juillet 2023.

## Biographie

### Un combattant pour l'indépendance
À la tête du Front révolutionnaire pour l'indépendance du Timor oriental (Fretilin), il fut pendant de nombreuses années le principal dirigeant de la lutte pour l'indépendance du pays. Condamné par la justice indonésienne à la prison à vie en 1992, sa peine est commuée en vingt ans de détention. Il est libéré le 7 septembre 1999.

### Président de la République
Le 14 avril 2002, il est élu premier président de la République et prend ses fonctions le 20 mai suivant, le jour de l'indépendance formelle, un peu moins de trois ans après le référendum ayant consacré la volonté d'indépendance des Est-Timorais.
Cette même année, il est l'un des lauréats du prix Nord-Sud du Conseil de l'Europe.

#### La gestion de la crise de 2006
En mai 2006, la décision du Premier ministre Marí Alkatiri de licencier 600 soldats, soit presque la moitié de l'armée, qui se plaignaient de discriminations ethniques, plonge le pays dans une situation chaotique. Le 22 juin, il annonce que le lendemain, il présentera sa démission au Parlement en raison de la « honte » qu'il éprouve face à la détérioration de la situation dans le pays si le Premier ministre ne s'en va pas. Le parti Fretilin au pouvoir ne demande pas la démission d'Alkatiri, mais ce dernier quitte toutefois ses fonctions le 26 juin.
Xanana Gusmão nomme alors à la tête du gouvernement José Ramos-Horta, prix Nobel de la Paix en 1996, qui entre en fonction le 10 juillet.

### Premier ministre

#### La création du CNRT et les élections de 2007
Au printemps 2007, Xanana Gusmão fait le choix de ne pas solliciter le renouvellement de son mandat (la constitution est-timoraise autorise deux mandats consécutifs de président de la République) et de soutenir ostensiblement la candidature de José Ramos-Horta à la présidence.
Lui-même choisit de faire campagne pour les élections législatives du 30 juin 2007 et devient à son tour Premier ministre à la suite du succès du Congrès national de reconstruction timoraise (CNRT), formation dont il prend la présidence le 30 avril 2007, trois semaines avant la fin de son mandat de président de la République.

#### L'attentat de 2008
Le lundi 11 février 2008, il est victime d'une embuscade de militaires mutins dont il sort sans dommage tandis que le président José Ramos-Horta, attaqué à son domicile, est grièvement blessé.
À partir du 22 août 2012, il est également ministre de la Défense. Il démissionne de ses fonctions le 6 février 2015.

#### Retour au pouvoir
Les élections législatives du 21 mai 2023 voient arriver largement en tête le CNRT, qui remporte à lui seul 31 sièges sur 65, frôlant la majorité absolue. Son principal adversaire, le Front révolutionnaire pour l'indépendance du Timor oriental (Fretilin) arrive loin derrière,.
La victoire du CNRT permet à Xanana Gusmão de retrouver le poste de Premier ministre avec la conclusion le 5 juin d'un accord de coalition avec le Parti démocrate (PD). La session inaugurale du nouveau parlement intervient le 12 juin suivant, suivie de la prestation de serment du nouveau gouvernement le 1er juillet. La victoire du CNRT met fin à la période de cohabitation que connaissait le pays, désormais gouverné par un chef d'État et un chef du gouvernement du même parti politique.